# Gijón Sport Club
El Gijón Sport Club fue un club de fútbol fundado por Luis Adaro Porcel en 1902. Compitió por primera vez de forma oficial, con uniforme y reglamento, contra el Oviedo Foot-ball, el 17 de agosto de 1903, y su primer presidente fue José Suárez
Sus futbolistas más destacados eran Luis Adaro Porcel, Ismael Figaredo Herrero, Juan Alvargonzález Treacher, José Luis Alvargonzález Caso y Romualdo Alvargonzález Caso.
Su principal terreno de juego era el campo o “explanada” de El Bibio, en la calle Ezcurdia, junto a la plaza de toros. Allí se disputó el primer partido de pago en Asturias el 29 de mayo del 1904 entre el Gijón Sport Club y el Avilés Sport Club, en el que la entrada costó 25 céntimos de peseta.
En 1911 se fusiona con la Juventud Sportiva Gijonesa, que se había fundado en 1904, pero se volvieron a separar al poco tiempo. Posteriormente, la Sportiva Gijonesa se integraría en el Sporting Club Gijonés, actual Real Sporting de Gijón.
En 1916 el club se deshace. 
En 2019 se inscribe un nuevo club con el mismo nombre en la Real Federación de Fútbol del Principado de Asturias.